# Rue Ethnikís Amýnis
La rue Ethnikís Amýnis (en grec moderne : Οδός Εθνικής Αμύνης, en français  « rue de la défense nationale ») est une voie publique située à Thessalonique en Grèce.

## Situation et accès
Elle relie la Tour blanche, sur le front de mer, à une place nouvellement construite à la porte Kelemeriya. Sur le modèle des avenues européennes de cette époque, le boulevard est bordé d'une double rangée d'arbres. Des immeubles de deux étages sont construits le long de l'axe, nommés sultanlik, ils deviennent des modèles dans l'espace urbain salonicien.

## Origine du nom
Après l'intégration de Thessalonique au royaume de Grèce en 1912, le nom fut changé pour « Ethnikís Amýnis », en hommage à la défense nationale grecque, reflétant l'esprit patriotique et les aspirations de souveraineté du pays.

## Historique
Créée en 1889 dans le cadre d'un projet de rénovation urbaine durant la domination ottomane, cette voie portait alors le nom de  boulevard Hamidiye (en turc Hamidiye Bulvarı). À cette fin, le gouverneur Mehmed Sabri Pacha (tr) ordonne la démolition des fortifications médiévales entourant la ville, ainsi que l’expropriation d’une portion du vaste cimetière juif de Salonique.. 
La voie ainsi créée fait 18 m de large. 